# Leptotrichum glaucescens
Leptotrichum glaucescens là một loài rêu trong họ Ditrichaceae. Loài này được Hedw. Hampe mô tả khoa học đầu tiên năm 1860.